# Перипатрическое видообразование
Перипатрическое видообразование — термин, предложенный Эрнстом Майром, является наиболее поздним синонимом термина «квантовое видообразование», предложенного Грантом для обозначения процесса отпочковывания нового дочернего вида от небольшого периферического изолята обширного полиморфного предкового вида. Этот процесс впервые описан Майром в 1954 году.
Проще говоря, новые виды формируются в малых популяциях, изолированных у самых границ географического ареала распространения древней, родительской популяции.